# Comuna Mîrutîn, Slavuta
Mîrutîn (în ucraineană Мирутин) este o comună în raionul Slavuta, regiunea Hmelnîțkîi, Ucraina, formată din satele Mîrutîn (reședința) și Ploska.

## Demografie
Componența lingvistică a comunei Mîrutîn
     Ucraineană (98,15%)
     Rusă (1,85%)
Conform recensământului din 2001, majoritatea populației comunei Mîrutîn era vorbitoare de ucraineană (98,15%), existând în minoritate și vorbitori de rusă (1,85%).